# 克里斯蒂安·哈勒尔
克里斯蒂安·哈勒尔（德語：Christian Haller，1979年11月27日—），瑞士、菲律宾男子冰壶运动员，1998年世界青年锦标赛男子铜牌得主、1999年世界青年锦标赛男子银牌得主、2003年冬季世界大学生运动会男子银牌得主、2025年亚洲冬季运动会男子金牌得主。